# Марич, Марино
Марино Марич (хорв. Marino Marić; родился 1 июня 1990) — хорватский гандболист, выступает за гандбольный клуб Лейпциг и сборную Хорватии по гандболу. Призёр чемпионата мира 2013 года и чемпионатов Европы по гандболу. 

## Карьера

### Клубная
Марино Марич с 2009 года выступал за мужскую команду Загреб, в основе которой он принимал участие в Лиге чемпионов ЕГФ. С Загребом он выиграл чемпионат и кубок Хорватии в 2010, 2011, 2012 и 2013 годах. 
В январе 2014 года перешёл в словенский клуб первого дивизиона РК «Марибор Браник». С лета 2014 года он стал играть за команду немецкой Бундеслиги Мельзунген, с которой дошёл до финала Кубка DHB 2019/20 годов. С сезона 2022 года подписал контракт и играет за гандбольный клуб из Лейпцига.

### Международная карьера в сборной
На III молодёжном чемпионате мира в 2009 году он выиграл титул в составе сборной Хорватии и вошёл в состав символической сборной всех звёзд турнира. Затем его также назначили в мужскую сборную.
Марино Марич был приглашён в состав сборной Хорватии по гандболу в 2013 году, с которой он завоевал бронзовые медали на чемпионате Европы 2012 года и на чемпионате мира 2013 года. На чемпионате Европы 2020 года его сборная уступила в финале Испании и завоевала серебряные медали.